# Åskaken (Malungs socken, Dalarna)
Åskaken är en sjö i Malung-Sälens kommun och Torsby kommun i Dalarna och ingår i Göta älvs huvudavrinningsområde. Sjön är 16 meter djup, har en yta på 0,591 kvadratkilometer och befinner sig 402,3 meter över havet. Sjön avvattnas av vattendraget Halgån.

## Delavrinningsområde
Åskaken ingår i det delavrinningsområde (672126-136531) som SMHI kallar för Utloppet av Åskaken. Medelhöjden är 426 meter över havet och ytan är 4,12 kvadratkilometer. Räknas de 2 avrinningsområdena uppströms in blir den ackumulerade arean 47,25 kvadratkilometer. Halgån som avvattnar avrinningsområdet har biflödesordning 2, vilket innebär att vattnet flödar genom totalt 2 vattendrag innan det når havet efter 420 kilometer. Avrinningsområdet består mestadels av skog (63 procent) och sankmarker (16 procent). Avrinningsområdet har 0,59 kvadratkilometer vattenytor vilket ger det en sjöprocent på 14,2 procent.